# 切里格羅夫-香農鎮區 (伊利諾伊州卡羅爾縣)
切里格羅夫-香農鎮區（英語：Cherry Grove-Shannon Township）是位於美國伊利諾伊州卡洛爾縣的一個行政鎮區。

## 地方資料
根據2010年美國人口普查的數據，切里格羅夫-香農鎮區的面積為138.10平方千米，當中陸地面積為138.00平方千米，而水域面積為0.10平方千米。當地共有人口590人，而人口密度為每平方千米4.27人。